# Group of Six Artists
Group of Six Artists ist eine Aktionsgruppe von Künstlern aus Zagreb.

## Geschichte
Im Jahr 1975 gründeten die Künstler Mladen Stilinović, Sven Stilinović, Vlado Martek, Fedor Vučemilović, Boris Demur und Željko Jerman die Aktionsgruppe Group of Six Artists (Grupa šestorice autora) in der kroatischen Stadt Zagreb. Bis ins Jahr 1979 hinein veranstalteten sie über 20 Aktionen im öffentlichen Raum. Im Jahr 1978 veröffentlichten sie erstmals ihr Magazin Maj 75. In diesem waren die individuellen Kunstwerke der Gründungsmitglieder jeweils auf einer DinA4-Seite einzusehen. Mit dem Magazin, das bis ins Jahr 1984 17 Ausgaben umfasste, erreichte die Künstlergruppe ein breites Publikum.

## Weblink
- Ivana Bago Exhibitions-Actions by the Group of Six Artists (englisch)